# Bray-sur-Somme

Bray-sur-Somme este o comună în departamentul Somme, Franța. În 1 ianuarie 2022 avea o populație de 1.191 de locuitori.